# Amblymora keyana
Amblymora keyana là một loài bọ cánh cứng trong họ Cerambycidae.